# Гуменюк Олег Мирославович
Олег Мирославович Гуменюк (26 серпня 1972, с. Заздрість, Тернопільська область — 24 травня 2023, м. Запоріжжя) — український військовослужбовець, старшина 44 ОАБр Збройних сил України, учасник російсько-української війни. Кавалер ордена «За мужність» III ступеня (2023, посмертно), почесний громадянин міста Чорткова (2023, посмертно).

## Життєпис
Олег Гуменюк народився 26 серпня 1972 року в селі Заздрості, нині Микулинецької громади Тернопільського району Тернопільської области України.
Навчався в Заздрівській (9 класів) та Струсівській (10-11 класи) загальноосвітніх школах. Закінчив Тернопільський кооперативний технікум.
Від 1994 — у Чорткові. Після повернення із закордону допомагав церкві Непорочного Зачаття Пречистої Діви Марії. Активний учасник релігійної спільноти «Братство святого Йосифа» при храмі.
26 лютого 2022 року добровольцем вирушив на фронт. Служив командиром гармати артилерійського дивізіону 44-ї окремої артилерійської бригади.
20 травня 2023 року отримав вогнепальне осколкове поранення внаслідок ворожого артилерійського обстрілу; госпіталізований в одну із лікарень м. Запоріжжя. 24 травня 2023 року його серце зупинилося.
Похований 28 травня 2023 року на Алеї Героїв Ягільницького цвинтаря в Чорткові.
Залишилися дружина, двоє дітей, брат.

## Нагороди
- орден «За мужність» III ступеня (24 серпня 2023, посмертно) — за особисту мужність, виявлену у захисті державного суверенітету та територіальної цілісності України, самовіддане виконання військового обов'язку[2];
- почесний громадянин міста Чорткова (27 червня 2023, посмертно) — за вірність військовій присязі, особисту мужність, самовідданість та героїзм, виявлені під час виконання бойових завдань по захисту України, а також вагомий особистий внесок у забезпеченні суверенітету і територіальної цілісності України[3].